# 27354 Stiklaitis
27354 Stiklaitis è un asteroide della fascia principale. Scoperto nel 2000, presenta un'orbita caratterizzata da un semiasse maggiore pari a 2,4180288 UA e da un'eccentricità di 0,1432354, inclinata di 1,63267° rispetto all'eclittica.